# 埋葬
埋葬（まいそう）とは、死者をそのまま土の中に埋めて葬ることである。
墓地、埋葬等に関する法律においては「死体を土中に葬ること」として、いわゆる土葬を指す言葉として定義されているが、慣用的な用法としては火葬後の遺骨を墓地や納骨堂などに収納することを指す場合もある。

## 埋葬の歴史
原始人類の化石や遺跡は、時代が古くなるほど発見例が少なく、また破損や撹乱により原形を保っていない事も多く、彼らが埋葬行為を行なっていたかどうかの判定は困難であるが、わずかな証拠から、猿人・原人段階では埋葬はなかったと考えられる。北京原人（ホモ=エレクトゥス）は食人を行なっていた可能性が指摘されているが、埋葬をした形跡は認められない。
埋葬という行為が成立するためには、死を理解する事、また死者の魂や来世を考えるといった抽象的な思考力の発達が不可欠で、アウストラロピテクスやホモ=エレクトゥス・ホモ=エルガステルの段階ではまだ知的能力がそこまで発達していなかったと考えられる。
最も古い埋葬の例はネアンデルタール人のものがよく知られており、埋葬の起源はおよそ10万年前にさかのぼる。発見されるネアンデルタール人類の化石は、事故や遭難のため埋葬される事なく遺棄されたと思われるものも少なくないが、洞窟内など特定の場所から何体もの骨格化石が副葬品と共に発見される場合も多く、彼らが死者を葬っていた証拠とされる。ただし、遺体を狙う食肉獣の接近を恐れて単に遺体を埋めて隠したに過ぎないとする反対意見もあり、彼らが本当に埋葬と呼べる行為を行なったかどうか、まだ意見の一致を見るに至っていない。
尚、ネアンデルタール人とほぼ同時期に既にアフリカや西アジアではホモ・サピエンスが出現しており、彼らも埋葬行為を行なっていた事は確かで、最古のネアンデルタール人に近い時代と考えられるジェベル=カフゼー人で埋葬が見られるが、これらのホモ=サピエンスは絶対年代がはっきりしないものや、石器などの文化遺物だけで人骨は発見されない場合も多く、確実な事はわかっていない。

### 日本の埋葬の歴史
日本では旧石器時代に北海道美利河遺跡や湯の里遺跡の土坑など墓の可能性ある遺構が数例発見されている。
つづく縄文時代から埋葬行為が確認されている。集落内や貝塚などに墓域が設けられ、死者は土坑墓や土器棺墓、石棺墓など土葬により埋葬されるのが一般的で、火葬や再葬が行われている例も確認されている。遺体の手足を折り曲げる屈葬と手足を伸ばした伸展葬の二形態があり、この時代では屈葬が主流であった。また、住居の内外に見られる深鉢形土器を埋納した特殊な施設である埋甕は乳幼児の墓（または胞衣壺）である可能性も考えられている。縄文後期・晩期の東日本では、伸展葬や配石墓、再葬など多くの変化見られるようになる。また、環状列石などの配石遺構に造られた墓や周堤墓などがある。
弥生時代に入ると、北九州を中心に甕棺と呼ばれる大きな甕に埋葬する例が確認できるほか、再葬墓と呼ばれる、いったん死者を地下に埋葬した後、白骨化した後に骨壺に収める例が確認されている。古墳時代にはいると、権力者は古墳と呼ばれる大型の墳墓に埋葬されるようになるが、庶民の埋葬については不明である。
奈良時代になると、仏教の影響から火葬墓が増えるが、庶民は絵巻物などの記述から、河原や道端に遺棄されたと見られる。
古代から中世にかけては、穢れの思想が強く、貴人の墓地管理も疎かであった。近世になると、庶民も墓を設け、先祖の供養をする。現在はほとんどの死者は火葬され、一族や家族の墓地に葬られる。一方で墓友という語や、都市部に於いてはロッカー式の墓地なども出現している。

### 西洋の埋葬の歴史
西洋諸国では現在も火葬より土葬が主である。死者はエンバーミングを施され、体を洗われて服を着せられ、棺に入れられる。その後参列者の前で墓地に掘られた穴に棺ごと埋められる。キリスト教の国々では棺は東西方向に埋められ、その際頭は西側に向けて埋められる。
モス・テウトニクス、心臓埋葬 - ドイツ貴族に見られる慣習で、体と心臓を分けて埋葬する方式。もとは十字軍などの遠征で亡くなった際に心臓だけでも地元の教会に帰ることを願った結果である。また、ヨーロッパ貴族では、内臓と体を分け、内臓をviscera casket（内臓の棺）に納めることも行われた。これは、戦地などの遠地でなくなった人間を保存して移送するため行われるようになった風習である。このように、体・心臓・内臓を分ける埋葬法を三分割埋葬と呼ばれる。

## 埋葬する理由
- 死者に敬意を表し、死後の世界で再生、往生、復活できるように願う。
- それらを葬儀時のみならず継続的に行うならば、墓が残る埋葬は便利である。
- 遺体が道端に転がっていると、見栄えが悪いので隠すという意味がある。
- 遺体をそのまま放置しておくのは、衛生上もよくない。
- 遺体の復活を恐れ、宗教的な措置をすると同時に物理的に脱出を困難にする。

## 埋葬する場所
- 人里離れた場所に墓地が設けられ、埋葬されることが多い。
- 日本では墓地埋葬法により、墓地以外の自宅の裏庭などに埋葬することはできない。違反すると死体遺棄罪として罰せられることもある。

## 埋葬後の遺骨
納骨堂に納める場合は半永久的に遺骨は残されるが、埋葬すると遺骨のほとんどは風化し土に還ると言われている。土壌等によって左右されるが基本的に埋葬後30年経過後は遺骨は土に還される傾向にあり、何かの理由で埋葬地を掘り返したとしても遺骨が見つかる例は少なく、見つかったとしても埋葬時に比べ小さくなっている例が多い。
一般的に墓地に遺骨を埋葬した場合においても、骨壺に入れた状態と墓の下の土壌部分に埋めるとでは遺骨の風化も大きな差が生まれ、骨壺に入れたままだと骨の風化はほとんど起きないが土壌部分に埋めると年数経過後には風化し遺骨とは判別できない例が多い。